# Лонгвью (Вашингтон)
Ло́нгвью (англ. Longview) — город в США, находящийся в штате Вашингтон, округ Каулиц. Население Лонгвью составляло 36,648 человек на момент переписи 2010 года, что делало этот город самым населённым в округе. Город расположен на юго-западе штата Вашингтон, на стыке рек Каулиц и Колумбия. Лонгвью имеет границу с городом Келсо на востоке, который является административным центром округа.
В Лонгвью находится штаб-квартира местного индейского племени.

## История

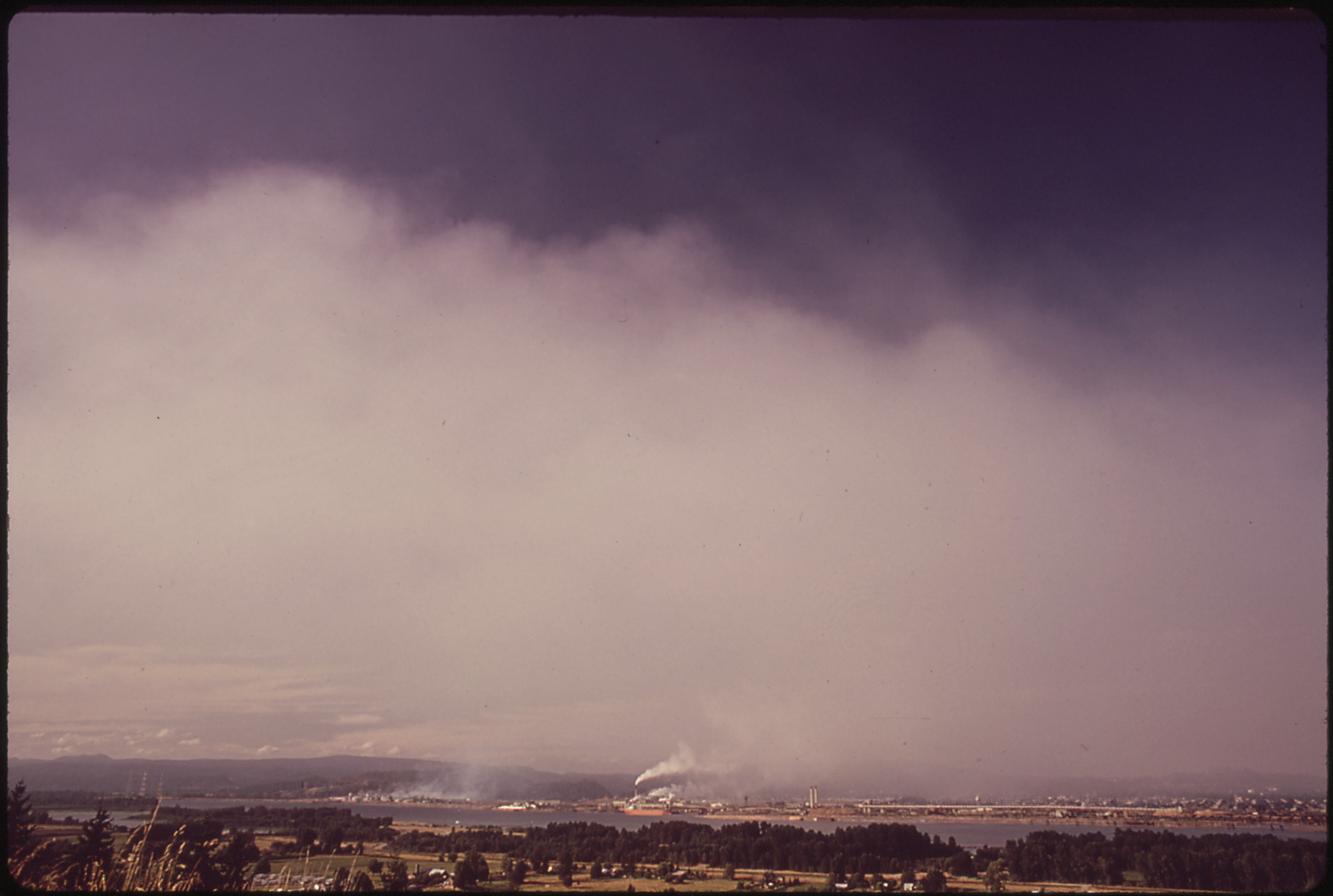
Заводы Кайзер Элюминум и Уэйхаузер в 1972 году

Территория Лонгвью впервые была заселена евроамериканцами, возглавляемыми первопроходцами Гарри и Ребеккой Джейн Хантингтон в 1849 году. Местность получила название Монтичелло в честь усадьбы Томаса Джефферсона на юге Виргинии. 25 ноября 1852 года местные поселенцы собрались в этом месте на так называемую «Конвенцию в Монтичелло». Они написали петицию в Округ Колумбия, в которой призывали к созданию отдельной Территории к северу от реки Колумбия — «Территории Колумбия». Три месяца спустя Конгресс США принял решение о её создании, однако она получила название в честь Джорджа Вашингтона, и в итоге Территория Колумбия стала Территорией Вашингтон.
Область оставалась малонаселенной в течение почти 60 лет, состоящая в основном из сельскохозяйственных угодий и дикой природы. В 1918 году древесный барон из Миссури Роберт А. Лонг (1850—1934) решил перенести свой бизнес ближе к западному побережью. К 1921 году Уэсли Уандеркук решил построить лесопилку неподалёку от небольшого городка Келсо, штат Вашингтон. Было очевидно, что Келсо, с населением около 2000 человек, не сможет поддерживать производство, для которого было необходимо примерно 14 000.
Компания Лонг-Белл заключила контракт с Джорджем Кесслером, градостроителем из Сент-Луиса, чтобы тот построил город, который смог бы поддерживать две лесопилки, которые были запланированы в тот момент. Лонгвью был официально зарегистрирован 14 февраля 1924 года. На момент своего создания, Лонгвью являлся единственным большим городом, построенным на частные средства. В число зданий, построенных на личные средства Роберта А. Лонга входят: Публичная библиотека Лонгвью, Старшая Школа имени Р. А. Лонга, здание YMCA и Отель Монтичелло.

## Административное устройство
Управление Лонгвью осуществляется мэром и городским управляющим. Также в городе есть городской совет, состоящий из семи членов.

## География
По данным Бюро переписи населения США, площадь города составляет 38,31 км², из которых 37,53 км² — земная поверхность, а 0,78 км² — вода.
Мост Льюис энд Кларк проходит через реку Колумбия, связывая города Лонгвью и Рейнир, штат Орегон. Это единственный мост, позволяющий пересечь реку между городами Портлэнд и Астория.

### Климат
Лонгвью находится в небольшом ущелье, по этому его климат отличается от своего ближайшего соседа, Портлэнда. В Лонгвью примерно на 4 °C холоднее, чем в Портлэнде. Находясь примерно в 130 километрах в глуби континента, небо в Лонгвью часто бывает пасмурным из-за влаги, которая идёт с Тихоокеанского побережья. В ущелье реки Колумбия происходит обмен воздухом между восточной и западной частями штата Вашингтон.
Осень обычно холодная и туманная. В некоторые дни туман даже не расходится. В ноябре возможны частые дожди. Зимой, как правило, холодно и дождливо, случаются сильные ветры и потепления от 18 до 21 ° C. Ежегодно случается один или два снегопада, обычно осадки меньше 15 см, однако могут достигать и метра в районе предгорий. Весной становится теплее, но влажность никуда не уходит. Это наиболее распространённое время для гроз.
| Показатель                                | Янв.  | Фев.  | Март | Апр. | Май  | Июнь | Июль | Авг. | Сен. | Окт.  | Нояб. | Дек.  | Год    |
| ----------------------------------------- | ----- | ----- | ---- | ---- | ---- | ---- | ---- | ---- | ---- | ----- | ----- | ----- | ------ |
| Абсолютный максимум, °C                   | 18    | 23    | 27   | 32   | 37   | 38   | 41   | 42   | 40   | 32    | 25    | 19    | 42     |
| Средний суточный максимум, °C             | 7,4   | 10,2  | 12,9 | 16   | 19,6 | 22,1 | 25,3 | 25,5 | 22,9 | 17,3  | 11,2  | 7,9   | 16,6   |
| Средний суточный минимум, °C              | 0,6   | 1,3   | 2,4  | 4    | 6,5  | 9,1  | 10,8 | 11,0 | 9,3  | 6,3   | 3,3   | 1,4   | 5,5    |
| Абсолютный минимум, °C                    | −21   | −17   | −7   | −4   | −3   | −1   | 0    | 2    | −2   | −4    | −13   | −16   | −21    |
| Норма осадков, мм                         | 159,5 | 121,7 | 119  | 85,1 | 66,3 | 52,6 | 20,6 | 33   | 52,3 | 101,1 | 168,9 | 180,6 | 1161,3 |
| Источник: Western Regional Climate Center |       |       |      |      |      |      |      |      |      |       |       |       |        |

## Население

### Перепись 2010
В соответствии с данными переписи 2010 года, здесь было 36,648 человек, 15,281 домашнее хозяйство, и 9,086 семей, проживающих в городе. Плотность населения составляет 976.5 человек на квадратный километр. В городе проживают 86,0 % белых, 0,9 % афроамериканцев, 1,7 % коренных американцев, 2,2 % азиатов 0,3 % океанийцев, 4,2 % метисов и 9,7 % латиноамериканцев.
В Лонгвью находилось 15,281 домохозяйств 29,1 % из которых имели детей в возрасте до 18 лет, 40,5 % были женатыми парами, которые живут вместе, 13,4 % незамужних домохозяек, 5,6 % неженатых мужчин, и 40,5 % не были семьями.
Средний возраст жителей города составляет 39.6 лет. 23,2 % проживающих на момент переписи ещё не достигли возраста 18 лет; 9,2 % были между 18 и 24 годами; 23,6 % жителей были от 25 до 44 лет; 26,2 % были в возрасте от 45 до 64; и 17,5 % были старше 65 лет. В городе проживало 48,1 % мужчин и 51,9 % женщин.

### Перепись 2000
На момент переписи 2000 года в Лонгвью проживало 34,660 человек, также было 14,066 домохозяйств, 8,931 семья жила в городе. Плотность населения составляла 976.8 человек на квадратный километр. Расовый состав города был следующим: 89,35 % белых, 0,72 % афроамериканцев, 1,76 % коренных американцев, 2,17 % азиатов, 0,13 % океанийцев, 2,96 % принадлежали другим расам, а также 2,92 % были метисами. Количество латиноамериканцев составляло 5,82 % от населения. 17,3 % были немцами, 11,2 % англичанами, 8,5 % ирландцев и 7,3 % норвежцы. 92,4 % говорили на английском. 4,9 % обозначили испанский как основной язык.
Здесь находилось 14,066 домохозяйств, 30,9 % из них содержали детей до 18 лет, 46,5 % были женатыми парами, 12,3 % незамужних женщин, 36,5 % не были семьями.
Возрастные показатели были следующими: 26 % населения не достигли 18 лет, 8,9 % были от 18 до 24, 27.1.% от 25 до 44, 22,6 % от 45 до 64, и 15,4 % были старше 65 лет. Средний возраст населения составлял 37 лет. На каждых 100 женщин приходилось 93.2 мужчины. На каждых 100 женщин до 18 лет приходилось 90 мужчин.

### Позиция по числу населения в штате
Лонгвью занимает 28 место из 281 по числу населения в штате Вашингтон.

## Экономика

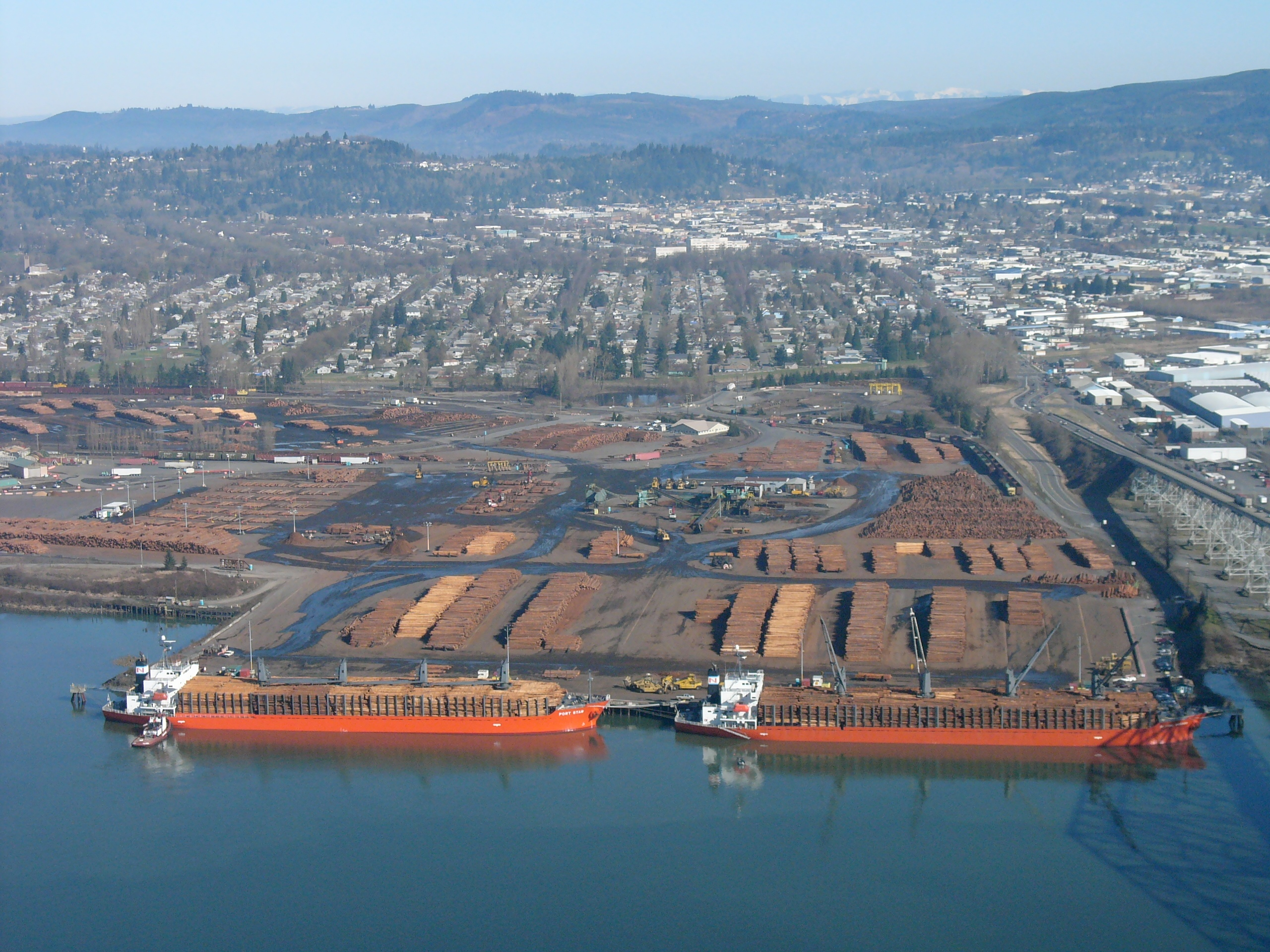
Экспортная древесина в порте Лонгвью, 2008

### Производство
Производство в Лонгвью предлагает жителям 19 % от рабочих мест в городе. Доступ к реке Колумбия, шоссе I5 и железным дорогам западного побережья позволяют быстро диверсифицировать производственную базу. Вырубку древесины вокруг Лонгвью обеспечивают две крупнейшие городские компании: Уэйхаузер и Капстоун. Остальные крупные производства в Лонгвью это — NORPAC (газетная бумага), Солуэй Кемикалс (пероксид водорода) и PPG Индастриз (была приобретена Эква Хлор в 2011 году). Также есть и мелкие предприятия такие как Эпсон Тойоком, Нортвест Хардвудс, Каффол Бразерс, Петерсон Мануфакчуринг, JM Хьюбер, Спешелти Минералс, HASA и Симпсон Тимбер Компани.

### Морские перевозки
Порт Лонгвью был открыт в 1921 году. Имеет восемь морских терминалов, которые позволяют принимать разные грузы. Порт расположен в 106 километрах от Тихого Океана.

## Спорт
Бейсбольная команда Каулиц Блэк Бэрс называет Лонгвью и Келсо своим домом. Блэк Бэрс выступают в Лиге Западного Побережья (WCL), независимой бейсбольной лиге с командами из Вашингтона, Орегона и Британской Колумбии. Команда играет на поле Дэвид Стори Филд, которое находится на территории местного колледжа.

## Отдых

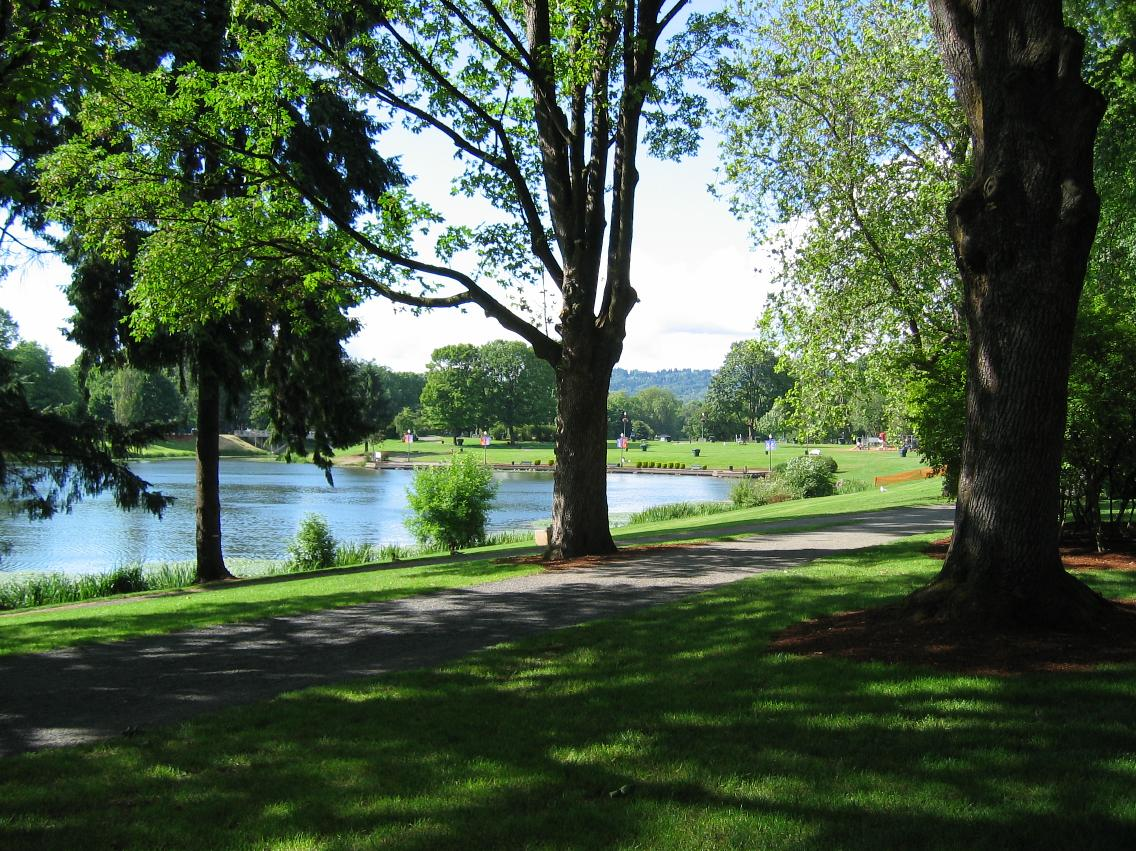
Озеро Сакагавея было создано во время постройки Лонгвью

В Лонгвью располагается множество парков и учреждений для отдыха, также в их число можно включить популярное озеро Сакагавея. Часть парков находятся внутри города, они оборудованы дорожками для ходьбы, спортивными площадками, местами для выгула собак, детскими площадками и прочими вещами. В Лонгвью и в его городе-соседе Келсо есть скейтерские парки. Гольф также является популярным видом спорта в этих местах.

## Образование
В Лонгвью функционируют восемь общественных начальных школ, три общественных средних школы и две старших, тоже общественных.
Помимо них в городе работают две религиозных школы. Католическая школа святой Розы учит детей до восьмилетнего возраста. Христианская школа «Три Реки» имеет два кампуса. Один занимается дошкольным образованием для детей до шести лет, другой учит детей от семи до двенадцати.
Также в городе находится Колледж Нижней Колумбии (Lower Columbia College), который был открыт в 1934 году.